# Lozzolo
Lozzolo é uma comuna italiana da região do Piemonte, província de Vercelli, com cerca de 815 habitantes. Estende-se por uma área de 6 km², tendo uma densidade populacional de 136 hab/km². Faz fronteira com Gattinara, Roasio, Serravalle Sesia, Sostegno (BI), Villa del Bosco (BI).

## Demografia
| Variação demográfica do município entre 1861 e 2011                               |
|                                                                                   |
| Fonte: Istituto Nazionale di Statistica (ISTAT) - Elaboração gráfica da Wikipedia |